# 宮武三郎
宮武 三郎（みやたけ さぶろう、1907年7月23日 - 1956年12月11日）は、日本のプロ野球選手。
1936年に結成された阪急軍の初代主将。投打ともに抜群の技量を持つスター選手として学生時代から広く知られており、草創期の日本プロ野球の人気を支えた。

## 来歴・人物
香川県高松市生まれ。
二番丁小学校ではすでに地元では知られた存在だった。香川県少年野球大会に優勝した高松尋常小学校チームに補強されて兵庫県の鳴尾で行われた全国大会に出場しているが、このチームにはのち宮武の後を追って高松商業～慶大に進む水原茂がいた。
香川県立工芸学校（現香川県立高松工芸高等学校）に進み、柔道のほか、撃剣、水泳、陸上競技などで活躍していたが、人材不足に悩んでいた高松商業野球部の監督が宮武の体格と抜群の運動神経に目をつけ、頼み込む形で転校させたという。高松商業学校（現香川県立高松商業高等学校）ではたちまちチームの主軸となり、その活躍ぶりで「四国の麒麟児」と称された。甲子園には、本田竹蔵（のち浪華商業に転校～関大～大阪鉄道管理局）、井川喜代一（のち慶大～東急コーチ）、水原茂（のち慶大～巨人軍）らとともに1925年春夏・1926年春の3度出場。1925年（大正14年）春の甲子園は5番投手兼一塁手として出場し準優勝、同年夏の甲子園では投手兼一塁手で不動の4番打者を務め、19打数7安打、打率.368を記録、全国制覇に大きく貢献した。甲子園での通算成績は、11試合45打数15安打、1二塁打、3三塁打、1本塁打、打率.333。

### 大学時代
卒業後、慶應義塾大学に進み、いきなり1927年（昭和2年）の東京六大学野球春季リーグ開幕戦（4月29日、対東京帝大1回戦）で先発デビュー、投げては6安打完封勝利、打っては東武雄から放った神宮球場の柵越え第1号本塁打を含む3安打を記録した。1年生投手の開幕戦勝利は2007年に斎藤佑樹（早大）が記録するまで現れなかった。以後、投打にわたって野球部の主力選手として活躍する。
慶大時代のチームメイトには水原茂、山下実、浜崎真二、加藤喜作、楠見幸信、井川喜代一らがいる。加えて当時は、三原修（早大）、小川正太郎（早大）、伊達正男（早大）、伊丹安広（早大）、若林忠志（法大）苅田久徳（法大）、島秀之助（法大）、田部武雄（明大）、松木謙治郎（明大）、菊谷正一（立大）ら多くのスター選手が活躍しており、東京六大学リーグ戦はたいへんな人気を博していた。
この頃の早稲田大学は、宮武を擁する慶応に全く歯が立たたない状況にあったが、和歌山中学時代にエースとして甲子園で覇者となった名投手小川正太郎が入学すると、小川を切り札として真っ向から慶応に対峙、以後早慶の激闘が全国的に注目を浴びるようになった。特に宮武が小川と優勝を賭けて投げ合った1929年春秋の早慶戦は空前の関心を呼び、これにより野球ファンの熱狂はさらに高まることとなった。「宮武・小川時代」と称されたこの当時の早慶の名勝負の数々は、今なお語り継がれている。なお「早稲田の至宝・小川」に対して宮武は「慶應の超ド級」と言われたが、それは小川の洗練されたスタイルに対して宮武の豪快さが巨大戦艦を思い起こさせたためである。
早稲田の挑戦にもかかわらず宮武は大学時代は4度のリーグ優勝を果たし、東京六大学史上初の10戦全勝優勝も経験した。宮武在籍中の4年間、慶大は3位以下になることはなかった（1928年春の1シーズンのみ、チームの渡米遠征のため欠場）。
投手として通算61試合に登板し38勝6敗、188奪三振（勝率.864は20勝以上の投手で最高。慶大の投手としては現在まで通算最多勝利数である）。
打者としては、通算で72試合に出場、237打数72安打、7本塁打、72打点、打率.304。通算7本塁打は、のち1936年に呉明捷（早大）もマークし、1957年に長嶋茂雄（立大）に破られるまで、東京六大学野球の最多本塁打記録だった。また織田淳哉（早大）に破られるまで、70年近く投手としての本塁打最多記録でもあった。通算打点72も1968年に田淵幸一（法大）に破られるまでのリーグ記録だった。1930年の春季リーグ戦では13試合に出場、35打数14安打、打率.400を記録して首位打者に輝いている。
神宮球場では、前述の第1号スタンドイン本塁打の他、球場史上初の場外本塁打をも記録している。この場外本塁打は、1930年（昭和5年）10月4日の慶法1回戦の初回に若林忠志から放ったもので、場外にあった相撲場（現在の神宮第二球場）まで届いたことから「相撲場ホームラン」の異名がある（その翌1931年に外野スタンドが増築されているため神宮唯一の記録と思われる）。この一打の飛距離は優に150メートルはあったのではないかと伝えられている。また投手として通算3割（通算200打数以上）を記録したのは宮武以外には江川卓（法大）のみである。
このようにエースとしてチームを支える一方、屈指の長距離打者としても名をはせたことから、戦前最高の天才選手と評する人は今なお多い。

### 社会人・プロ時代
慶大卒業後は、パラマウント映画や東京白木屋に籍を置くかたわら1931年にクラブチーム・東京倶楽部に加入し、投打の中軸として都市対抗野球大会で3度の優勝をもたらす（第5回、第7回、第9回）。1931年に大リーグ選抜が来日した際は、投手として、全日本チームのメンバーに選ばれた。
1936年、結成したばかりの阪急軍に入団し、背番号1を着けた。大学卒の月給が60円だった当時、巨人軍に入団した三原修の契約金が2000円だったことで世間は大いに驚いたが、宮武はその倍以上の5000円という破格の額で契約した。宮武に最初に声をかけたのは東京セネタースで、ほぼ入団が決まっていたが、慶大時代に腰本寿監督の下でマネージャーを務めていた村上実が阪急百貨店勤務から阪急初代球団代表に抜擢されたことから阪急側が巻き返し、契約に至ったということである。
阪急の初代主将に任命された宮武は、学生時代と変わらず投手のかたわら強打者として活躍。入団1年目の1936年には打率.355、1937年には本拠地・西宮球場で球場史上初の本塁打を放った。投手としても現役最後の1938年には春秋通算で9勝を挙げている。
戦後は駒沢大学や、専売公社など実業団クラブの監督などを務めた。1956年に狭心症のため49歳で急死。
1965年、生前の功績が認められ、「特別表彰」として野球殿堂入りした。
娘は同じく後に野球殿堂入りした小山正明に嫁いでいる。

## 詳細情報

### 年度別投手成績
| 年 度     | 球 団     | 登 板 | 先 発 | 完 投 | 完 封 | 無 四 球 | 勝 利 | 敗 戦 | セ 丨 ブ | ホ 丨 ル ド | 勝 率 | 打 者 | 投 球 回 | 被 安 打 | 被 本 塁 打 | 与 四 球 | 敬 遠 | 与 死 球 | 奪 三 振 | 暴 投 | ボ 丨 ク | 失 点 | 自 責 点 | 防 御 率 | W H I P |
| --------- | --------- | ----- | ----- | ----- | ----- | -------- | ----- | ----- | -------- | ----------- | ----- | ----- | -------- | -------- | ----------- | -------- | ----- | -------- | -------- | ----- | -------- | ----- | -------- | -------- | ------- |
| 1936春夏  | 阪急      | 2     | 2     | 0     | 0     | 0        | 0     | 1     | --       | --          | .000  | 48    | 8.2      | 14       | 0           | 8        | --    | 0        | 3        | 1     | 0        | 10    | 8        | 8.00     | 2.54    |
| 1937春    | 阪急      | 2     | 1     | 0     | 0     | 0        | 0     | 1     | --       | --          | .000  | 33    | 5.1      | 7        | 1           | 10       | --    | 0        | 1        | 0     | 0        | 6     | 4        | 6.00     | 3.19    |
| 1937秋    | 阪急      | 1     | 1     | 1     | 0     | 0        | 1     | 0     | --       | --          | 1.000 | 37    | 9.0      | 6        | 0           | 5        | --    | 0        | 1        | 1     | 0        | 2     | 2        | 2.00     | 1.22    |
| 1938春    | 阪急      | 6     | 3     | 1     | 0     | 0        | 3     | 1     | --       | --          | .750  | 116   | 27.1     | 16       | 1           | 22       | --    | 1        | 6        | 0     | 0        | 11    | 8        | 2.57     | 1.39    |
| 1938秋    | 阪急      | 13    | 11    | 7     | 0     | 0        | 6     | 4     | --       | --          | .600  | 424   | 99.1     | 76       | 4           | 56       | --    | 4        | 34       | 2     | 1        | 47    | 41       | 3.69     | 1.33    |
| 通算：3年 | 通算：3年 | 24    | 18    | 9     | 0     | 0        | 10    | 7     | --       | --          | .588  | 658   | 149.2    | 119      | 6           | 101      | --    | 5        | 45       | 4     | 1        | 76    | 63       | 3.78     | 1.47    |

### 年度別打撃成績
| 年 度     | 球 団     | 試 合 | 打 席 | 打 数 | 得 点 | 安 打 | 二 塁 打 | 三 塁 打 | 本 塁 打 | 塁 打 | 打 点 | 盗 塁 | 盗 塁 死 | 犠 打 | 犠 飛 | 四 球 | 敬 遠 | 死 球 | 三 振 | 併 殺 打 | 打 率 | 出 塁 率 | 長 打 率 | O P S |
| --------- | --------- | ----- | ----- | ----- | ----- | ----- | -------- | -------- | -------- | ----- | ----- | ----- | -------- | ----- | ----- | ----- | ----- | ----- | ----- | -------- | ----- | -------- | -------- | ----- |
| 1936春夏  | 阪急      | 18    | 85    | 78    | 13    | 27    | 5        | 0        | 1        | 35    | 14    | 3     | --       | 1     | --    | 5     | --    | 0     | 4     | --       | .346  | .386     | .449     | .834  |
| 1936秋    | 阪急      | 15    | 49    | 43    | 6     | 16    | 4        | 0        | 0        | 20    | 5     | 0     | --       | 2     | --    | 4     | --    | 0     | 6     | --       | .372  | .426     | .465     | .891  |
| 1937春    | 阪急      | 37    | 107   | 99    | 9     | 22    | 6        | 1        | 2        | 36    | 18    | 0     | --       | 0     | --    | 7     | --    | 0     | 4     | --       | .222  | .274     | .364     | .637  |
| 1937秋    | 阪急      | 33    | 127   | 115   | 10    | 26    | 5        | 0        | 2        | 37    | 16    | 2     | --       | 1     | --    | 10    | --    | 1     | 8     | --       | .226  | .294     | .322     | .615  |
| 1938春    | 阪急      | 26    | 88    | 80    | 8     | 18    | 1        | 0        | 1        | 22    | 10    | 0     | --       | 0     | --    | 8     | --    | 0     | 4     | --       | .225  | .295     | .275     | .570  |
| 1938秋    | 阪急      | 28    | 106   | 93    | 7     | 22    | 3        | 0        | 3        | 34    | 15    | 0     | --       | 0     | --    | 11    | --    | 0     | 6     | --       | .237  | .317     | .366     | .683  |
| 通算：3年 | 通算：3年 | 157   | 562   | 508   | 53    | 131   | 24       | 1        | 9        | 184   | 78    | 5     | --       | 4     | --    | 45    | --    | 1     | 32    | --       | .258  | .319     | .362     | .682  |

### 表彰
- 野球殿堂特別表彰（1965年）

### 背番号
- 1 （1936年 - 1938年）